# Prêmio R. W. Wood
O Prêmio R. W. Wood (em inglês:  R. W. Wood Prize) é um prêmio de óptica concedido desde 1975 pela Optical Society of America. Recebe seu nome em homenagem a Robert Williams Wood.

## Recipientes
- 1975 Juris Upatnieks, Emmett Leith
- 1976 Theodore Harold Maiman
- 1977 Peter Fellgett
- 1978 Peter Sorokin
- 1979 Peter Franken
- 1980 Anthony Edward Siegman
- 1981 Erich Ippen, Charles Vernon Shank
- 1982 Linn F. Mollenauer
- 1983 Sven Richard Hartmann
- 1984 Otto Wichterle
- 1985 David H. Auston
- 1986 Joseph Anthony Giordmaine, Robert C. Miller
- 1987 David Aspnes
- 1988 Daniel Simon Chemla, David A. B. Miller
- 1989 Daniel Richard Grischkowsky
- 1990 Rogers Hall Stolen
- 1991 Thomas F. Deutsch, Daniel Jacob Ehrlich, Richard Magee Osgood Jr.
- 1992 Yuri Denisyuk
- 1993 Joseph Edward Geusic, LeGrand Van Uitert
- 1994 Dana Zachary Anderson
- 1995 Gérard Mourou
- 1996 Eli Yablonovitch
- 1997 Peter Moulton
- 1998 Martin Fejer, Robert Byer
- 1999 Eric Allin Cornell, Carl Wieman
- 2000 Marvin Minsky, Paul Davidovits, Maurice David Egger
- 2001 Federico Capasso
- 2002 Pierre Meystre
- 2003 George Ian Stegeman
- 2004 Rangaswamy Srinivasan, James J. Wynne, Samuel Emil Blum
- 2005 Masataka Nakazawa
- 2006 Louis Brus, Aleksey Ekimov, Alexander Efros
- 2007 Bahram Jalali
- 2008 Jonathan P. Heritage, Andrew Marc Weiner
- 2009 Paul Gregory Kwiat
- 2010 Henry Kapteyn, Margaret Murnane
- 2011 Demetrios N. Christodoulides
- 2012 Mansoor Sheik-Bahae, Eric Van Stryland
- 2013 Milton Feng
- 2014 Michael Bass